# Julgoldite-(Fe2+)
La julgoldite-(Fe2+) è un minerale.